# Phtheochroa chalcantha
Phtheochroa chalcantha es una especie de polilla de la familia Tortricidae. La envergadura es de 17-19  mm. Las alas anteriores son blancas, teñidas de amarillo. Hay una raya naranja teñida a lo largo de la costa. Las alas traseras son de color gris claro.

## Distribución
Se encuentra en el Cercano Oriente, y en Rusia.